# たびのやまびこ
『たびのやまびこ』（Tabinoyamabiko）は、2015年製作の片野坂亮監督・脚本の長編日本映画。

## 概要
現代日本を舞台に、親友を亡くした青年と、帰る場所を失くした青年の出会いと別れを描く。
原案は、監督自身が実際に体験した、友人との別れをベースに描かれている。
キャッチコピーは「またね。僕らはそう言って旅に出た。」

## ストーリー
ある秋の日の夕暮れ。小春は高架の上で幼馴染のマコトからの着信画面を見つめていた。今までに何度か金銭の事で相談を受けていた小春は、電話に出るか悩んでいた。その夜、小春のもとにマコトの訃報が届く。親友を失い途方に暮れていた小春が再び高架を訪れたとき、指笛を吹く不思議な青年と出逢った。
彼は自らを、“ コダマ ”と呼んだ。

## キャスト

### 主な登場人物
小春
演 - 河田雄一郎（幼少期：愛甲景理）
本作主人公。27歳の売れないピン芸人。アルバイトとネタ作りの日々を送っている。
コダマ
演 - 片野坂亮
故郷を探している奇妙な青年。指笛を吹いて仲間たちの返事を待っている。小春は彼にマコトの面影を感じている。
水芭蕉
演 - 呉城久美
コダマと同じく、故郷を失くした存在。コダマよりも長い間、人間界を彷徨ったために、言葉や記憶のほとんどを忘れてしまっている。
マコト
演 - 　（幼少期：木村康誠）
幼い頃はいつも一緒にいた小春の幼馴染。大人になってからは金銭のトラブルを抱えていた。
モリ
演 - 森哲也
小春のバイト先の先輩。

### その他キャスト
ケーブルTVディレクター
演 - 吉田亮
店員
演 - Chiri
サラリーマン
演 - 口田和也
ギャル男
演 - 内山雄太
プリン男
演 - 熊谷文雄